# Karel Hodr
Karel Hodr (* 17. August 1910 in Prag; † 2002 Konstanz) war ein tschechischer Maler. Seine Gemälde sind vorwiegend dem Impressionismus zuzuordnen. Er war ebenfalls als Exlibris-Künstler tätig.

## Leben und Wirken
Karel Hodr begann 1945 ein Studium an der Akademie der bildenden Künste in Prag unter Otakar Nejedlý, welches er im Jahr 1949 mit Diplom abschloss. Von 1949 bis 1965 arbeitete er als freischaffender Künstler in Prag. Ab 1966 begab sich Hodr auf Auslandsstudienreisen, unter anderem nach Frankreich, Italien, Österreich, Dänemark, Schweden und Deutschland. Ab 1972 leitete er in Konstanz die „Konstanzer Kunstmaler-Akademie“. Zu seinen Schülern zählten z. B. Heidi Tübinger und Guido Frick. Karel Hodr starb 2002 in Konstanz.